# Abdón Calderón (pintor)
Abdón Calderón Morales es un pintor ecuatoriano, nacido en Riobamba en 1942.

## Biografía
Estudió en la Escuela de Bellas Artes de Guayaquil y en donde ejerció la docencia desde los 19 años. Fue alumno de César Andrade Faini y Martínez Serrano. Su estilo figurativista lleva un sello característico de mostrar el pueblo afrodescendiente del Ecuador.

## Obras
La Virgen de las Mercedes, escultura.
Abdón Calderón Morales, libro autobiográfico. 
General Ignacio de Veintimilla, monumento en bronce.
General Manuel Serrano, monumento en bronce

## Reconocimientos
1979, Primer lugar en el Salón de Julio de Guayaquil.  
1990, premio en la Exposición Internacional por la Paz en Gracia.  